# Mr. Bliss
Mr. Bliss is een kinderplaatjesboek geschreven en geïllustreerd door J.R.R. Tolkien en gepubliceerd in 1982. Het boek is een van Tolkiens minst bekende werken en vertelt het verhaal van Mr. Bliss en zijn eerste ritje in zijn nieuwe auto. Er volgt een groot avontuur met boze buren, vijandige beren en winkelbewakers.
Het verhaal werd geïnspireerd door Tolkiens eigen mislukkingen met zijn eerste auto, die hij in 1932 kocht. De beer in het verhaal was gebaseerd op de speelgoedberen van zijn zonen. 
Mr. Bliss werd niet gepubliceerd tijdens Tolkiens leven. Hij gaf het aan zijn uitgever om de leeshonger van zijn vele fans te stillen achter het succes van De Hobbit. Het boek werd echter afgewezen en pas later door zijn zoon Christopher Tolkien uitgegeven.
Het boek werd uiteindelijk in 1982 gepubliceerd, met Tolkiens moeilijk te lezen handschrift op de ene pagina, en een standaardlettertype op de andere pagina, zodat het originele schrift van het boek bewaard bleef. Tolkien illustreerde het boek ook zelf, en sommige delen van de tekst werden in die afbeeldingen opgenomen.